# NT Большой Медведицы
NT Большой Медведицы (лат. NT Ursae Majoris) — двойная затменная переменная звезда типа Алголя (EA) в созвездии Большой Медведицы на расстоянии приблизительно 4648 световых лет (около 1425 парсеков) от Солнца. Видимая звёздная величина звезды — от +14,3m до +13,75m. Орбитальный период — около 1,6644 суток.